# Patrick Byrne (musicien)
Patrick Byrne ou Pádraig Dall Ó Beirn en irlandais (né vers 1794 - mort le 8 avril 1863) est le dernier représentant en Irlande de la harpe gaélique et le premier musicien traditionnel irlandais à être photographié.

## Biographie
Après le festival de harpe de Belfast de 1792, diverses tentatives ont été faites pour relancer le jeu de la harpe irlandaise ou cláirseach en irlandais. Une Irish Harp Society est créée dans la ville et une école de harpe pour les jeunes aveugles est également réalisée. Byrne, né vers 1794 dans la paroisse de Magheracloone fut inscrit comme élève à l'école de harpe en 1820. La Belfast Society le montre en 1821 comme un diplômé « ayant acquis une maîtrise considérable de l'instrument (60 airs) ».
Il a ensuite déménagé à Londres en jouant dans diverses maisons de la noblesse et en 1829 a été récompensé d'une médaille d'argent par le Shakespeare Club de Stratford upon Avon en reconnaissance de ses capacités. De 1837 à 1845, il est installé en Écosse où il joue devant la reine Victoria et a reçu du Prince Albert un mandat d'irlandais.
Pendant son séjour à Édimbourg, il est photographié le 1er avril 1845 par l'entreprise de Hill & Adamson. La série d'images de calotypes prises par Hill & Adamson est considérée comme celle de la première photographie d'un musicien irlandais traditionnel. Quelques exemples de ces images sont conservés à la galerie nationale d’Écosse. 
Byrne retourne en Irlande entre 1846 et 1847 et est employé comme harper de famille Shirley. Il est mentionné dans plusieurs articles de journaux contemporains comme étant un musicien célèbre et accompli. Une description dit que « son toucher est singulièrement délicat mais aussi ferme. Il pourrait faire chuchoter les cordes comme le soupir du vent levant lors d'une veille d'été, ou cliqueter avec une férocité martiale qui fait battre vos pulsations plus rapidement ». Edward Bunting a recueilli deux morceaux de Patrick Byrne, dont L'infirmière mettant au monde l'enfant Rose McWard. Parmi les autres chansons qu'il a connues, citons An Chuilfhionn et la marche de Brian Boru.
En 1855, Patrick Byrne est honoré d'une réunion à l'hôtel Shirley Arms à Carrickmacross et lui est offert « une bourse d'or recueillies auprès des habitants de sa ville natale ».  Il meurt à Dundalk le 8 avril 1863 et est enterré à Carrickmacross. Le dernier lieu de repos de Patrick Byrne - dans ce qui est maintenant connu localement sous le nom de « l'acharnement de l'intimidateur - est marqué par un autel-tombeau en ardoise ».
Décrit par le grand collectionneur de musique irlandaise Francis O'Neill comme « le dernier des grands harpistes irlandais », sa mort marque le passage de l'ancien style de jouer de la harpe irlandaise - une tradition qui remonte à des centaines d'années - à la nouvelle manière, plus contemporaine. Une autre photographie a été prise de Patrick Byrne dans ses dernières années et a été publiée dans l'Ulster Journal of Archaeology en 1911. Il n'y a aucune trace de qui a pris la photo ou quand et où elle a été prise.
Depuis 2007, la section locale du Comhaltas Ceoltóirí Éireann organise un week-end d'ateliers de musique en l'honneur de Patrick Byrne. Appelé le Féile Patrick Byrne, le festival a lieu chaque année le week-end avant Pâques aux alentours de Carrickmacross.